# Stasegemdorp

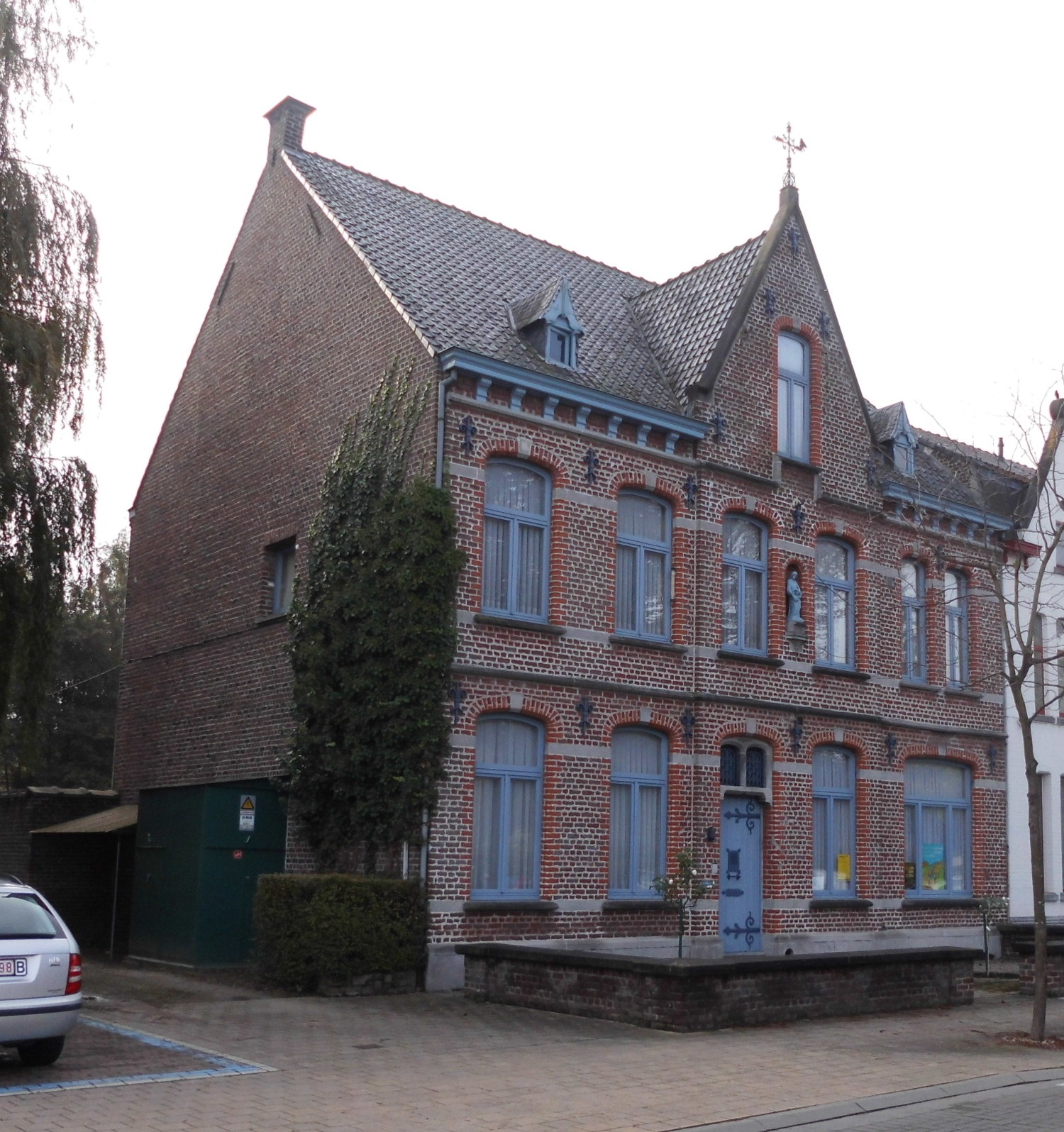
Pastorie

Stasegemdorp is de centrale straat van Stasegem.  Voor 1977 was de naam: Dorpstraat. De straat is een lange hoofdstraat met enkele woningen die omgebouwd zijn tot cafés en bevat de basisschool Sint-Augustinus. 
In het oudste, oostelijke deel van de straat zijn de gebouwen die oorspronkelijk dateerden uit de 19de eeuw, voornamelijk vervangen door aaneengesloten nieuwbouw. Het tweede, westelijke deel is vanaf de 20e eeuw gebouwd met vaak eclectische burgerwoningen van de jaren 1930.

## Geschiedenis
De straat maakt deel uit van de oude Romeinse heerweg van Kortrijk naar Oudenaarde.
In 1788 toont een opmetingssplan aan dat de straat in het centrum van Stasegem gekasseid is.
Zeker sinds de 16e eeuw bevond zich hier het goed Te Staesseghem. De hoeve was een rentehoeve, afhangend van de heerlijkheid Reynaertsvliete (1340). Al voor 1715 was in het goed een brouwerij gevestigd. In 1835 werd de Stasegemse brouwerij, gesticht door August Deconinck naar de overzijde van de straat verhuisd, de huidige Brouwerijstraat. De brouwerij die tot 1969 stand heeft gehouden heeft de naam Stasegem bekendgemaakt doorheen het land en was bekend voor haar oud bruin.
Op het einde van de 18de eeuw en in het begin van de 19de eeuw bevond zich een leer- en werkschool aan de straat, die in de 19e eeuw beheerd werd door de zusters Augustinessen van Harelbeke.
In 2000 werd aan de straat het kleine stadspark van Stasegem aangelegd naar een ontwerp van Tuinen Jacques Desauw uit Beveren-Leie.